# Metal Slug X
Metal Slug X (メタルスラッグ X?, Metaru Suraggu Ekkusu) è un videogioco sparatutto "corri e spara" per la console Neo Geo creata da SNK. È uscito nel 1999 per la piattaforma arcade MVS come una versione aggiornata e mixata di Metal Slug 2 che utilizza il motore grafico di Metal Slug 3. È lo pseudo terzo capitolo della serie di Metal Slug.

## Modalità di gioco
Si crede che la ragione principale per la quale SNK abbia sviluppato Metal Slug X sia quella che Metal Slug 2 abbia gravi problemi di rallentamento durante i livelli di gioco. Questo problema in effetti non si ripresenta in Metal Slug X.
Ci sono comunque numerose differenze e novità rispetto a Metal Slug 2. Gli ambienti di gioco sono gli stessi, sebbene sia spesso cambiata l'ora del giorno (ad esempio il primo livello è ambientato di notte anziché di giorno), ma quasi tutto ciò che si incontra, ovvero nemici comuni, bonus, armi, veicoli, è parzialmente o totalmente rinnovato.

## Differenze
- Il gioco possiede un nuovo commentatore (fino a Metal Slug 5).
- Gran parte della musica è stata remixata o alterata.
- Alcuni livelli hanno l'ora del giorno cambiata. Invece di livelli ambientati di giorno o di notte, ci sono livelli ambientati al crepuscolo o al tramonto.
- Il giocatore può diventare obeso mediante la digestione di diverso cibo in tutti i livelli a partire dalla missione 3, in Metal Slug 2 era possibile solo nella missione 4.
- Tutti i livelli contengono un maggior numero di nemici posizionati anche in luoghi diversi, così come i boss sono stati spostati.
- I tipi di veicoli e le ambientazioni sono diversi.
- Sono presenti più power-up, prigionieri di guerra e oggetti (in particolare il cibo) in ogni missione.
- Molti oggetti hanno diverse reazioni quando colpiti da proiettili, ad esempio esplodono con risultati inaspettati o rilasciano casualmente oggetti o nemici.
- Sono disponibili versioni più potenti del "Heavy Machine Gun", "Flameshot", "Shotgun", "Laser" e "Rocket Launcher". Ciascuna di queste armi fa più danni rispetto alla sua controparte normale, ha un aspetto diverso e ha una più ampia area di impatto. Se il giocatore diventa obeso durante l'utilizzo di queste armi, le armi appaiono diverse e causano ancora più danni.
- Quando il giocatore entra in possesso di un'arma, il doppiatore che l'annuncia è cambiato, in Metal Slug 2 parlava il doppiatore del primo capitolo.
- Sono presenti diverse nuove armi: Pietre, "Iron Lizard", "Enemy Chaser", Super granata, "Drop Shot" e un nuovo "Golden Metal Slug" che è disponibile nella missione 3.
- Quando Fio muore, è stato aggiunto un nuovo verso (in Metal Slug 2 fa il verso di Eri).
- L'arte originale di Metal Slug è mostrata alla fine del gioco, mentre i crediti sono a rotazione invece della schermata utilizzata in Metal Slug 2.
- Nella versione PlayStation, i personaggi Eri e Tarma erroneamente fanno il verso di Marco e Fio quando muoiono, a causa di un errore del doppiaggio.